# Gabra a Málinka se učí latinsky
Gabra a Málinka se učí latinsky je třetí díl knižní série Amálie Kutinové-Tauberové o sestrách Gabře a Málince. Poprvé vyšel v roce 1937, v novějších vydáních byl spojen se čtvrtým dílem (Gabra a Málinka v čarovné zemi). Stejně jako ostatní díly série je v podstatě autobiografickým vyprávěním o dospívání autorky ("Málinka" je sama autorka a "Gabra" její starší sestra Gabriela), není však psán ich-formou. Kniha nemá jeden ucelený příběh, je spíše sérií volně provázaných příhod. Je psána převážně spisovnou češtinou vyjma hlavní řeči postav, které často mluví valašským nářečím (zejména děti).

## Děj knihy
Kniha vypráví o tom, co sestry Gabra a Málinka Tauberovy prožívaly během sekundy (druhého školního roku) na Dívčím reálném gymnasiu ve Valašském Meziříčí. Název knihy poukazuje na latinu, kterou se od sekundy začaly učit. Děj se k tomuto školnímu předmětu často vrací, protože s ním měla Gabra neustálé problémy kvůli svému lajdáctví, opisování a vyrušování v hodinách, což bylo zdrojem mnoha veselých historek. Dalším školním předmětem, o kterém se v knize obšírněji vypráví, je čeština (kvůli problémům, které měly sestry při psaní kompozicí). Kniha nevypráví jen o škole, ale také o příhodách děvčat ve volném čase, například o Málinčině návštěvě v chudobinci, o majálesu nebo o tom, jak Gabra se svou kozou Herkou našly na skládce peníze, které si tam schovali lupiči.
Ačkoli by se dalo očekávat, že hlavní postavou bude Málinka (tedy sama autorka), jako hlavní hybatelka děje většinou funguje prostořeká Gabra, která neustále vymýšlí nějaké neplechy. Málinka zůstává jakožto „hodná dívka“ spíše v pozadí - buď se objevuje jako klidnější a rozumnější společnice Gabry, nebo jako oběť jejích vtipů (v ojedinělých samostatných příhodách pak prokazuje svůj charakter tím, že pomáhá lidem nebo se projevuje jako vzorná vlastenka).

## Postavy

### Rodina Tauberových
- Gabra (Gabriela Tauberová): rošťácká studentka gymnázia, ráda si utahuje ze své mladší sestry Málinky, často neplní svoje školní povinnosti a vlastní starou kozu Herku, která podobně jako Gabra často působí problémy svému okolí.
- Málinka (Amálie Tauberová): Gabřina mírná a vzorná sestra. Přestože je mladší než Gabra, chodí s ní do stejné třídy (v předchozím díle, Gabra a Málinka ve městě, udělala načerno zkoušky na gymnázium o rok dřív a nakonec byla přijata). Vlastní kozu Šemíka, která je stejně klidná a poslušná, jako Málinka.
- Jeníček (Jan Tauber): mladší bratr Gabry a Málinky, nejmladší dítě a jediný syn pana a paní Tauberových. Je rozmazlený a ještě nechodí do školy. Gabra s Málinkou ho musí často hlídat. Zjevně geniální dítě. Již ve věku něco málo přes jeden rok dokáže dát dohromady souvětí s vedlejší větou přívlastkovou.
- Maminka (Amálie Tauberová): v knize příliš často nevystupuje, plní tradiční roli ženy v domácnosti. Velmi si zakládá na správné výchově svých dětí, ale u Gabry se jí to příliš nedaří.
- Tatínek (Jan Tauber): bývalý pan řídící Základní školy ve Štítné nad Vláří. Přestěhoval se do Valašského Meziříčí spolu s celou rodinou včetně babičky.
- Babička: matka pana Taubera. Bydlí u Tauberových a pomáhá  paní Tauberové s vedením domácnosti, zejména s hlídáním vnoučat.
- Stařenka Matějíčková: babička Gabry a Málinky z matčiny strany. Bydlí v Brumově, kam za ní Gabra s Málinkou odjely na Velikonoce. Jinak se v tomto díle nevyskytuje.
- Ludva (Ludmila Tauberová-Jandová): starší sestra Gabry a Málinky. Bydlí v Praze, kde se v tomto díle vdala za doktora Antonína Jandu řečeného Tonda nebo Tonek. V knize se přímo nevyskytuje, jen se o ní mluví v souvislosti s její svatbou.
- Valča (Valerie Macková): starší sestra Gabry a Málinky, vdaná za Fanúška Macka. V tomto díle se objevuje jen jednou, když se cestou na Ludvinu svatbu zastaví u rodičů ve Valašském Meziříčí.
- Fanúšek (František Macek): velice oblíbený švagr Gabry a Málinky, manžel jejich starší sestry Valči a řídící učitel Základní školy v Žitkové. V tomto díle se objevuje v souvislosti se svatbou Ludvy. Když všichni dospělí příbuzní (kromě babičky) odjedou do Prahy na svatbu, uvolí se zůstat v Meziříčí a dělat společnost Gabře a Málince, které jsou uražené, že musí zůstat doma.

### Zaměstnanci gymnázia
- Chalupa: profesor přírodopisu, Málinčin oblíbenec.
- Tatíček (Šindelář): profesor latiny. "Tatíček" je přezdívka, kterou mu jeho žákyně daly podle jeho "tatínkovského vzhledu" a přívětivého vystupování. Přísný je jen na zlobivou Gabru.
- Zlatovláska: mladá, přívětivá profesorka češtiny. Pokud zjistí, že se žákyně neučí nebo opisují, dokáže být velmi přísná. Její skutečné jméno není v knize zmíněno, "Zlatovláska" je přezdívka, kterou jí daly její studentky.
- Cibula: svérázný školník. Zpívá v Pěveckém sdružení meziříčském, na jehož koncert nutil žákyním gymnázia lístky.

Kromě těchto v knize vystupuje ještě řada dalších vedlejších postav.